# 熊本バス浜町出張所
熊本バス浜町出張所（くまもとバスはままちしゅっちょうじょ）は、熊本バスのバス出張所の一つ。熊本バス公式サイトでは「浜町営業所（山都町ふれあいバスセンター内）」と表記されている。

## 概要
- 主に浜町出張所の発着便を担当。
  - 浜町営業所時代は（旧）矢部町内を中心に10以上の支線系統があったが、2008年の路線網の大幅な整理・撤退により山都町が運営するコミュニティバスに移管、2024年現在は2系統2路線となっている。駐在車両は、一般路線車の大型及び中型ロングが中心。
  - 2009年3月から山都町コミュニティバス（現：山都ふれあいバス）もバスターミナルに乗り入れ。
  - 2010年4月から営業所から甲佐営業所傘下の浜町出張所に格下げ、窓口業務も閉鎖した。
  - バスターミナルも建て替えられ「山都町ふれあいバスセンター」の愛称がついた[2]。

- 所在地：熊本県上益城郡山都町浜町187番地
- 最寄り（併設）バス停：浜町

## 担当路線

### 運行路線
- 2024年（令和6年）10月改正、路線名・系統・運行ルートも2024年10月現在のものを表記。
- 熊本桜町バスターミナルは以下「桜町BT」と省略。
- ここでは浜町出張所担当路線のみを記載とする。

| 路線名 | 系統 | 運行区間 | 備考 |
| ------ | ---- | --- | ---- |
| 御船線 | M3-2 | 桜町BT - 南熊本 - 田迎 - 中の瀬車庫 - イオンモール熊本 - 御船町恐竜博物館前 - 玉虫 - 浜町 - 通潤橋 - 通潤山荘                        |      |
| 辺場線 | M4-3 | 桜町BT - 南熊本 - 田迎 - 中の瀬車庫 - イオンモール熊本 - 辺場 - 甲佐 - 寒野 - 砥用中央 - 霊台橋 - 内大臣入口 - 自動車練習場前 - 浜町 |      |

### 廃止路線
太字は、起終点停留所

#### 2024年10月（消滅。廃休不明）
馬見原線
浜町 - 矢部高校前 - 畑 - 御岳校前 - 清和文楽邑 - 大野幣立宮前 - 馬見原（馬見原出張所） 
- 上記の「馬見原線」は、2024年10月から山都町が運営する山都町コミュニティバス（浜町馬見原線）に移管。

#### 2023年10月（消滅。廃休不明）
辺場線（区間便）
甲佐 - 寒野 - 砥用中央 - 霊台橋 - 内大臣入口 - 自動車練習場前 - 浜町 - 矢部高校前 - 畑

#### 2015年廃止
直行線（馬見原線・菅尾系統）
浜町- 畑 - 清和文楽邑 - 安方 - 菅尾 - 馬見原
万坂線
浜町 → 自動車練習場前 → 藤木入口 → 万坂（バイパス経由）→ 砥用中央 →（寒野バイパス）→ 甲佐営業所

#### 2008年廃止
島木線
浜町営業所 - 杉木 - 鹿生野 - 中島小学校入口 - 島木 - 木鷺野
名連川線
浜町営業所 - 畑 - 堀端 - 柿原 - 川島
御所線
浜町営業所 - 畑 - 堀端 - 農協名連川支所 - 旧御所小前 - 稲尾野（現：稲生野） - 一の瀬
井無田線
浜町営業所 - 畑 - 聖橋 - 前谷 - 鶴底 - 井無田 - 郷の原
緑川線
浜町営業所 - 国民宿舎前 - 下川井野 - 御岳校前 - 清和総合支所入口 - 小峰 - 尾野尻 - 緑川
上菅線
浜町営業所 - 国民宿舎前 - 相藤寺 - 津留郵便局前 - 上菅 - 木原谷
葛原線（旧・水越線）
浜町営業所 - 山田 - 下矢部郵便局 - 葛原 - 吐合
万坂線勢井支線
浜町営業所 - 自動車練習場前 - 藤木入口 - 下矢部勢井
- 上記の全路線は山都町が運営する山都ふれあいバスに移管（2024年4月から通学便のみの運用に転換）。

#### 2007年廃止
水越線
浜町営業所 - 下矢部郵便局 - 葛原 - 吐合 - 水越 - 玉虫（車庫） - 御船営業所
- 水越線の御船町の区間（吐合 - 水越 - 御船）を廃止、新たに同町が麻生交通に運行を委託。

#### 1996年廃止
内大臣線
浜町営業所 - 自動車練習場前 - 内大臣入口 - 甲馬
- 古くは内大臣森林鉄道跡をなぞる形で角上・内大臣事業所・二本杉まで運行されていた。

#### その他
浜町営業所  - 杉木 - 中島小学校入口 - （熊本県道57号益城矢部線） - 下鶴（田代線経由） - 御船営業所
- 廃止年不明。